# 堅尼地城駅
堅尼地城駅（ケネディタウンえき）は、香港香港島中西区堅尼地城にある香港鉄路（港鉄 MTR）港島線の駅である。

## 駅構造
相対式ホーム2面2線の地下駅。

### 駅階層
| G | 地上         | A、C出口 公共運輸交匯処               |
| G | 公共花園     | 士美菲路休憩処                        |
| M | 地上         | B出口                                 |
| C | コンコース   | サービスセンター、駅商店、ATM、トイレ |
| P | 相対式ホーム | 相対式ホーム                          |
| P | ➊番線        | ■港島線柴湾方面→                      |
| P | ➋番線        | ←■港島線降車ホーム                    |
| P | 相対式ホーム |                                       |

## 駅周辺
- 恵康（スーパーマーケット）
- 堅尼地城郵政局（郵便局）

## 隣の駅
香港鉄路 (MTR)
■港島線
堅尼地城駅 - 香港大学駅